# Cucq
Cucq és un municipi francès situat al departament del Pas de Calais i a la regió dels Alts de França. L'any 2007 tenia 5.195 habitants.

## Demografia

### Població
El 2007 la població de fet de Cucq era de 5.195 persones. Hi havia 2.242 famílies de les quals 718 eren unipersonals (233 homes vivint sols i 485 dones vivint soles), 772 parelles sense fills, 541 parelles amb fills i 211 famílies monoparentals amb fills.
La població ha evolucionat segons el següent gràfic:
Habitants censats

### Habitatges
El 2007 hi havia 6.785 habitatges, 2.339 eren l'habitatge principal de la família, 4.319 eren segones residències i 127 estaven desocupats. 3.805 eren cases i 2.380 eren apartaments. Dels 2.339 habitatges principals, 1.513 estaven ocupats pels seus propietaris, 766 estaven llogats i ocupats pels llogaters i 60 estaven cedits a títol gratuït; 52 tenien una cambra, 270 en tenien dues, 495 en tenien tres, 565 en tenien quatre i 956 en tenien cinc o més. 1.796 habitatges disposaven pel capbaix d'una plaça de pàrquing. A 1.285 habitatges hi havia un automòbil i a 715 n'hi havia dos o més.

### Piràmide de població
La piràmide de població per edats i sexe el 2009 era:
| Homes | Edats   | Dones |
| ----- | ------- | ----- |
| 0     | 95 o +  | 0     |
| 4     | 90 a 94 | 24    |
| 8     | 85 a 89 | 68    |
| 16    | 80 a 84 | 48    |
| 124   | 75 a 79 | 104   |
| 104   | 70 a 74 | 148   |
| 88    | 65 a 69 | 180   |
| 148   | 60 a 64 | 160   |
| 96    | 55 a 59 | 108   |
| 188   | 50 a 54 | 208   |
| 148   | 45 a 49 | 160   |
| 144   | 40 a 44 | 120   |
| 160   | 35 a 39 | 172   |
| 152   | 30 a 34 | 200   |
| 184   | 25 a 29 | 164   |
| 148   | 20 a 24 | 120   |
| 164   | 15 a 19 | 96    |
| 164   | 10 a 14 | 144   |
| 164   | 5 a 9   | 188   |
| 168   | 0 a 4   | 144   |

## Economia
El 2007 la població en edat de treballar era de 3.209 persones, 2.198 eren actives i 1.011 eren inactives. De les 2.198 persones actives 1.942 estaven ocupades (1.035 homes i 907 dones) i 256 estaven aturades (113 homes i 143 dones). De les 1.011 persones inactives 369 estaven jubilades, 255 estaven estudiant i 387 estaven classificades com a «altres inactius».

### Ingressos
El 2009 a Cucq hi havia 2.490 unitats fiscals que integraven 5.422 persones, la mediana anual d'ingressos fiscals per persona era de 17.249 €.

### Activitats econòmiques
Dels 328 establiments que hi havia el 2007, 4 eren d'empreses extractives, 8 d'empreses alimentàries, 1 d'una empresa de fabricació de material elèctric, 1 d'una empresa de fabricació d'elements pel transport, 6 d'empreses de fabricació d'altres productes industrials, 26 d'empreses de construcció, 89 d'empreses de comerç i reparació d'automòbils, 6 d'empreses de transport, 40 d'empreses d'hostatgeria i restauració, 9 d'empreses d'informació i comunicació, 11 d'empreses financeres, 35 d'empreses immobiliàries, 25 d'empreses de serveis, 49 d'entitats de l'administració pública i 18 d'empreses classificades com a «altres activitats de serveis».
Dels 78 establiments de servei als particulars que hi havia el 2009, 2 eren oficines de correu, 5 tallers de reparació d'automòbils i de material agrícola, 2 autoescoles, 4 paletes, 4 guixaires pintors, 3 fusteries, 5 lampisteries, 4 electricistes, 3 empreses de construcció, 4 perruqueries, 2 veterinaris, 1 agència de treball temporal, 22 restaurants, 14 agències immobiliàries, 1 tintoreria i 2 salons de bellesa.
Dels 46 establiments comercials que hi havia el 2009, 3 eren supermercats, 1 un supermercat, 3 botigues de més de 120 m², 3 botiges de menys de 120 m², 6 fleques, 4 carnisseries, 1 una carnisseria, 1 una botiga de congelats, 1 una peixateria, 3 botigues de roba, 4 botigues d'equipament de la llar, 3 sabateries, 5 botigues de mobles, 1 una botiga de mobles, 1 un drogueria i 6 floristeries.
L'any 2000 a Cucq hi havia 11 explotacions agrícoles que ocupaven un total de 1.144 hectàrees.

## Equipaments sanitaris i escolars
El 2009 hi havia 1 hospital de tractaments de curta durada, 1 hospital de tractaments de mitja durada (seguiment i rehabilitació), 2 farmàcies i 1 ambulància.
El 2009 hi havia 2 escoles maternals i 3 escoles elementals.

## Poblacions més properes
El següent diagrama mostra les poblacions més properes.